# Higher Plane
Higher Plane è un album in studio del cantante statunitense Al Green, pubblicato nel 1982.

## Tracce
1. Higher Plane
2. People Get Ready
3. By My Side
4. The Spirit Might Come-On and On
5. Where Love Rules
6. Amazing Grace
7. His Name Is Jesus
8. Battle Hymn of the Republic
9. Rock of Ages
10. The Old Rugged Cross
11. Morningstar